# Epione parallelaria
Epione parallelaria är en fjärilsart som beskrevs av Ignaz Schiffermüller. Epione parallelaria ingår i släktet Epione och familjen mätare. Inga underarter finns listade i Catalogue of Life.